# Anton Fugger
Anton Fugger (francisé en Antoine Fugger), né à Nuremberg le 10 juin 1493 et mort à Augsbourg le 14 septembre 1560, est un marchand et banquier allemand richissime de l'époque de la Renaissance allemande. Il succède à son oncle Jacob Fugger à la tête de la compagnie de la puissante famille Fugger, faisant fructifier les affaires de celle-ci jusqu'à constituer une des fortunes les plus importantes de l'histoire.

## Biographie
Anton, également Antonius, est le troisième et plus jeune fils de Georg Fugger et de son épouse Régina Imhof, après ses frères Markus (1488) et Raymund (1489). La famille d'Anton appartenait à la branche Fugger von der Lilie (Fugger du Lis).
En 1525, il hérite de la fortune de son oncle Jacob le Riche, décédé sans postérité et prend la direction de l'empire commercial en compagnie de son frère Raymund et de son cousin Hieronymus. En 1532, Raymund et Hieronymus le reconnaissent seul directeur des affaires familiales.
En 1527, il épouse Anna Rehlinger dont il aura dix enfants, six filles et quatre garçons dont Markus (1529–1597), Hans (1531–1598) et Jacob (1542-1598).

### Banquier des princes

Blason de la famille Fugger von der Lilie

Anton Fugger, homme d'affaires talentueux, poursuit l'œuvre d'expansion de son oncle, ce dernier ayant financé l'élection de Charles Quint.
Catholique zélé, Anton Fugger soutient financièrement l'empereur puis ses successeurs Ferdinand Ier et Philippe II d'Espagne. Mais il finance également les souverains d'Angleterre Henry VIII et Édouard VI, protestants.
Charles Quint fait appel à Anton Fugger pour ses incessants besoins d'argent, et loge sous son toit lors de la diète d'Augsbourg de 1530. Peu après, l'empereur élève les deux frères au rang de comtes, leur accorde la souveraineté sur les territoires de Kirchberg et de Weissenhorn, puis leur confère les droits de princes. En 1535, ils reçoivent le droit de battre monnaie. En 1541, au cours d'un épisode célèbre, Anton Fugger brûle, alors qu'il accueille Charles Quint dans ses murs, une reconnaissance pour une somme de 80 000 florins qu'il lui avait prêtée six ans auparavant pour la bataille de Tunis. L'apport financier d'Anton Fugger sera souvent décisif dans la lutte engagée contre les protestants, notamment dans la défaite de la ligue de Smalkalde.
Pourtant, des tensions peuvent apparaître comme avec la reine Marie de Hongrie, sœur de Charle-Quint, qui, prétextant la mauvaise qualité de la monnaie frappée par les Fugger pour la Hongrie, les exproprie des mines dont le roi Vladislas II Jagellon leur avait concédé l'exploitation. Elle les chasse également des mines de cuivre de Neusohl, les privant ainsi d'une partie de leurs exploitations d'Europe orientale.

### Activités

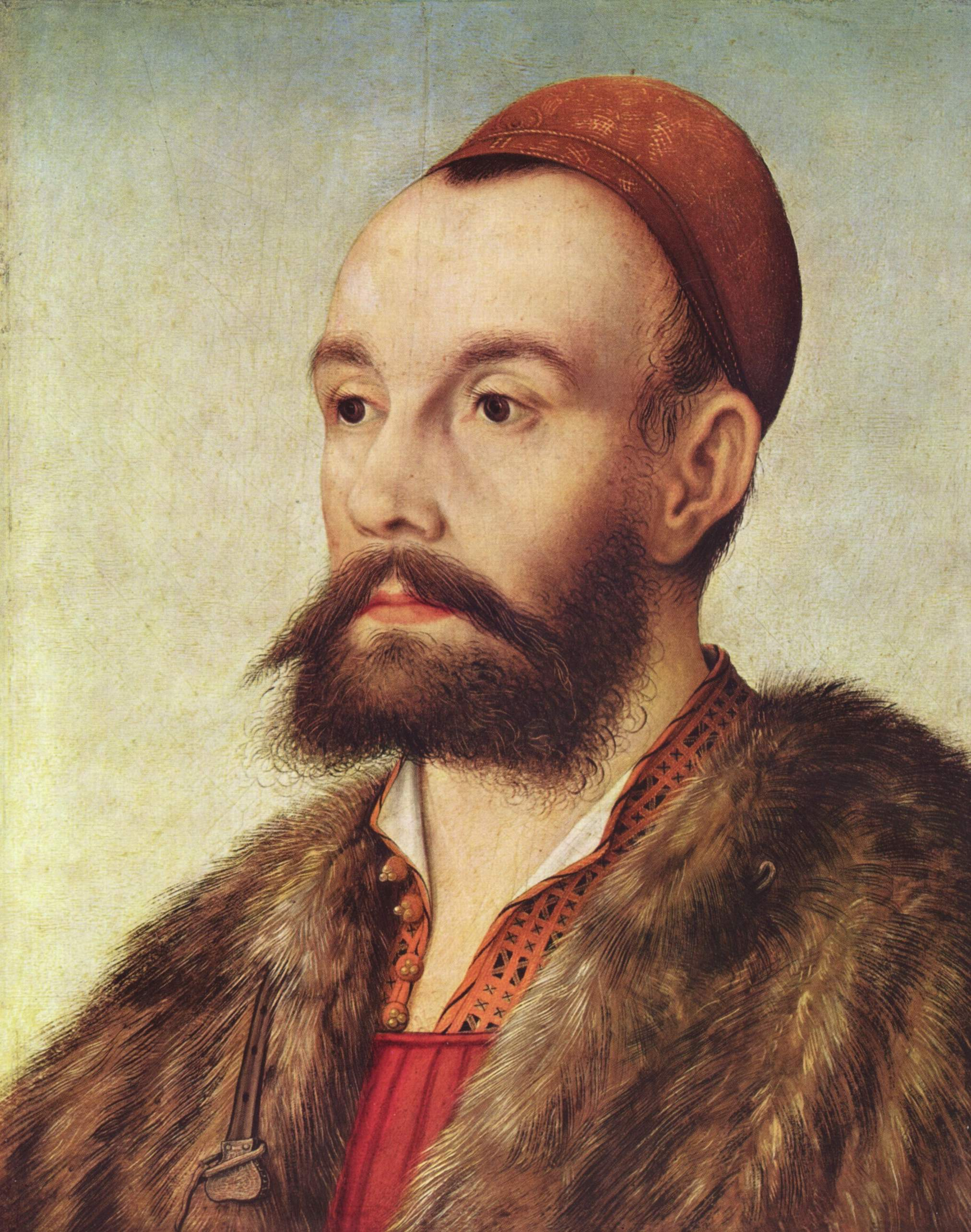
Hans Maler, Portrait d'Anton Fugger, huile sur panneau de bois, 1525, Staatliche Kunsthalle Karlsruhe

C'est de Charles-Quint qu'il obtient l'exploitation des mines de mercure d'Almadén et les mines d'argent de Guadalcanal et du Tyrol ou encore les mines alsaciennes de Leberthal.
Quand celles-ci s'épuisent ou que la compagnie en est chassée pour des considérations nationalistes, Anton diversifie ses activités, créant de nouveaux liens commerciaux avec le Pérou et le Chili, étendant ses affaires à Buenos Aires, Mexico et aux Indes occidentales tandis que la famille possède de longue date des comptoirs dans toutes les villes commerciales européennes, comme Bruges, Venise, Lisbonne, Rome... Fugger réside lui-même régulièrement à Anvers. Il acquiert de nombreuses terres  comme Babenhausen en Bavière. Ses affaires, outre le financement des princes, recouvrent un grand champ d'activités qui vont de l'exploitation de gisements miniers au négoce d'épices et de tissus, passant par le commerce de bétail et même d'esclaves en Afrique et en Amérique. Un établissement Fugger a été créé à Saint-Domingue en 1536, où ils ont reçu le contrôle des transports d'esclaves.
En 1546, la fortune du Prince des marchands s'établissait à plus de cinq millions de florins sans compter ses avoirs matériels et ses possessions territoriales ou industrielles. C'est là l'apogée de la maison Fugger. Anton Fugger a pourtant pensé plusieurs fois à démembrer l'empire familial, d'une part au vu du peu d'empressement de ses descendants à se consacrer aux affaires et, d'autre part, à cause de la pression des demandes de crédit auxquelles il ne peut répondre que par une augmentation de ses emprunts. À sa mort, en 1560, un inventaire montre que la compagnie a 5,6 millions de florins d'actifs pour un passif de 5,4 millions de florins. Le fils d'Anton, Markus, reprendra en définitive la direction des affaires familiales avec succès, mais à une échelle moindre qu'avait pu le faire son père. La compagnie ne sera démantelée qu'à la suite de la guerre de Trente Ans.

### Mécène
Anton Fugger a financé de nombreux artistes et hommes de lettres, par exemple le Titien ou Érasme. À l'instar de son frère Raymond, il rassembla une des plus importantes bibliothèques d'Europe et fonda de nombreux établissements de bienfaisance, tels que l'hôpital de Waltenhausen.
Bien qu'il se soit souvent trouvé en butte à la majorité protestante d'Augsbourg au point d'y être humilié malgré sa fortune, il marquera profondément la ville. Il y fonde notamment avec son frère l'église Saint-Maurice, où ils font placer à grands frais un jeu d'orgues, le plus grand qu'on eût vu jusqu'alors en Allemagne. La ville d'Augsbourg leur doit encore d'autres établissements importants, comme un hospice pour les incurables, et un autre pour les pauvres.

## Anecdote
On lui attribue la paternité de l'expression latine  pecunia nervus bellorum, « l'argent est le nerf de la guerre ».